# هوراس إم. ستون
هوراس إم. ستون هو سياسي أمريكي، ولد في 6 يناير 1890، وتوفي في 7 مارس 1944. نشط حزبياً في الحزب الجمهوري. وقد انتخب عضو جمعية ولاية نيويورك ‏.